# 崔侃
崔侃（1466年—？），字廷直，山西太原府陽曲縣人，民籍，明朝政治人物。

## 生平
山西鄉試第六十五名舉人。弘治三年（1490年）中式庚戌科會試第二百八十五名，三甲第十二名進士。歷官工部郎中、四川保宁府知府。

## 家族
曾祖崔敏；祖父崔忠，贈戶部郎中；父崔能，□□□使。前母卜氏（贈宜人）；母高氏（封宜人）。慈侍下。兄高俊（御史）。